# Cyrénaïsme
Le cyrénaïsme est une école de philosophie grecque du IVe siècle av. J.-C., fondée par Aristippe de Cyrène, un des « socratiques », c'est-à-dire un des disciples de Socrate. L'école est surtout associée à l'hédonisme en éthique. L'école demeura surtout dans la cité de Cyrène, en Libye, ce qui explique qu'on les appelle Cyrénaïques (ou Cyrénéens).

## Histoire de l'École
Aristippe de Cyrène fut le fondateur de cette école. La deuxième génération, d'après Diogène Laërce, compta sa fille Arété de Cyrène, Ptolémée d'Éthiopie et Antipatros de Cyrène. Puis la troisième génération comprend Aristippe le Jeune (dit aussi le Mètrodidacte, car sa mère Arété l'éduqua), Théodore, surnommé d’abord l’Athée, puis le Divin, et des disciples d'Antipatros qui furent Épiménide de Cyrène, Parébate, Hégésias de Cyrène, qui conseillait le suicide, et Annicéris (à ne pas confondre avec Annicéris, ami et « libérateur » de Platon).
Certains historiens pensent que c'est en fait Aristippe le Jeune qui formula la plupart des thèses attribuées traditionnellement à son aïeul, peut-être en réaction aux doctrines d'Épicure, qui fut peut-être contemporain de cette troisième génération. D'autres pensent au contraire que certains hédonistes modérés comme Annicéris ou Théodore l'Athée inspirèrent les idées d'Épicure, qui fit la synthèse de l'atomisme abdéritain et des Cyrénéens.
Il ne nous reste aucun document des Cyrénaïques et nous n'avons accès qu'à des citations indirectes. Leur doctrine nous est connue principalement par Diogène Laërce et Sextus Empiricus.

## Doctrine

### Éthique
Selon les témoignages sur l’école des Cyrénaïques, le plaisir est le souverain bien, la fin de la vie humaine ; ils définissent ce bien suprême comme « un mouvement doux accompagné de sensation ».
Le plaisir est un mouvement doux, alors que la douleur est un mouvement rude. Cette définition s'oppose donc à l'hédonisme modéré d'Épicure pour qui le plaisir réside dans l'ataraxie, c'est-à-dire une sorte de repos consistant en la privation des souffrances.
Ce repos serait insuffisant pour les Cyrénaïques, semblable à un sommeil, une apathie s'il n'y a pas de sensation, et non un vrai bonheur. Il est très original dans la pensée grecque de faire d'un mouvement (un mouvement doux) le but de la vie alors que le repos est d'habitude conçu comme la fin et le but de tout mouvement (par exemple chez Aristote).
La fin est ce qui est recherché pour soi-même, que la morale appelle une valeur intrinsèque. La vraie finalité est donc le plaisir et c'est toujours un bien.
Ils admettent une distinction entre plaisirs du corps et plaisirs de l'âme, mais renversent la hiérarchie platonicienne en accordant plus d'importance aux plaisirs corporels (sensoriels), même si certains textes semblent dire que tous les plaisirs sont égaux entre eux.
Les Cyrénaïques « de la première génération » vont jusqu'à dire que le but de la vie est le plaisir et non pas le bonheur (alors que l'eudémonisme est une constante de la plupart des éthiques grecques chez Aristote ou les Épicuriens). Pour eux, un bonheur n'est rien d'autre qu'une somme de plaisirs particuliers et on ne peut donc pas mettre un bonheur futur au-dessus d'un plaisir présent.
La dimension politique est peu présente dans l'école : le sage ne s'occupe pas des affaires de la Cité.

### Canonique
Le seul critère du vrai est l'impression. Leur sensualisme et leur relativisme (inspiré d'arguments de Protagoras) ont influencé le scepticisme et sont parfois cités dans les textes pyrrhoniens, mais tout comme Protagoras ils sont considérés comme des dogmatiques par Sextus Empiricus, qui s'attaque donc à eux autant qu'aux stoïciens et aux épicuriens.
Au contraire de Platon, les Cyrénaïques ne se préoccupent guère des sciences mathématiques, dans la mesure où elles n'ont pas de portée morale quant à la connaissance du bien et du mal.

### Sources
- Diogène Laërce, Vies, doctrines et sentences des philosophes illustres [détail des éditions] (lire en ligne) (II, « Vie d'Aristippe ») ;
- Sextus Empiricus, Contre les Professeurs (VII, 190-200) ;
- Plutarque, Contre Colotès (1120c-1121e).

Cet article comprend des extraits du Dictionnaire Bouillet. Il est possible de supprimer cette indication, si le texte reflète le savoir actuel sur ce thème, si les sources sont citées, s'il satisfait aux exigences linguistiques actuelles et s'il ne contient pas de propos qui vont à l'encontre des règles de neutralité de Wikipédia.

### Fragments et témoignages
- G. Giannantoni, I Cirenaici, Florence, Sansoni, 1958. Repris dans Socratis et Socraticorum Reliquiae, Naples, Bibliopolis, 4 vol., 1990.
- M. Onfray, L'Invention du plaisir : Fragments cyrénaïques, Livre de poche / Biblio essais, 2002.

### Études
- Dictionnaire des philosophes de l'Antiquité, notices sur Aristippe de Cyrène (vol. II, 1989, p. 370-375), etc.